# Gwendoline van Putten School
De Gwendoline van Putten School (GvP) is een school voor voortgezet onderwijs in Oranjestad, Sint Eustatius. Het geeft Praktijkonderwijs (PrO), Voorbereidend middelbaar beroepsonderwijs (Vmbo), Hoger algemeen voortgezet onderwijs (Havo) en Middelbaar beroepsonderwijs (Mbo).
Er werd tot medio 2018 lesgegeven in het Nederlands om aan te sluiten op vervolgonderwijs in Nederland. Sindsdien wordt lesgegeven in het Engels, de taal die ook op eiland gangbaar is. Scholieren sluiten de opleiding af met een Caribbean Secondary Education Certificate (CSEC) dat toegang biedt tot opleidingen in de regio en de Verenigde Staten. Voor een vervolgstudie in Nederland gelden extra eisen.